# Raczo Stanimirow
Raczo Nikołow Stanimirow, bułg. Рачо Н. Станимиров (ur. 8 października 1911 w Szumenie, zm. 15 kwietnia 1999) – bułgarski wojskowy (pułkownik), jeden z przywódców organizacji wojskowej Neutralny Oficer w okresie powojennym.
W 1933 r. w stopniu podporucznika ukończył szkołę wojskową w Sofii. Służył w 1 Pułku Kawalerii. W 1935 r. przeszedł do Lejbgwardyjskiego Pułku Kawalerii, w którym objął dowództwo plutonu. Od 1941 r. dowodził nowo sformowaną kompanią Pułku Pancernego. W 1942 r. został awansowany do stopnia kapitana. Został oficerem w 4 Pułku Artylerii. Następnie uczył się w akademii wojskowej w Sofii. Po jej ukończeniu w 1944 r., uczestniczył w walkach 1 Armii na Węgrzech, gdzie został ranny. Został odznaczony Orderem „Za Odwagę”. Po zakończeniu wojny służył w sztabie generalnym. Jednocześnie był jednym ze współzałożycieli oficerskiej organizacji wojskowej Neutralny Oficer, która opowiedziała się przeciwko władzy komunistycznej. Latem 1946 r. został aresztowany. Skazano go na początku 1947 r. na karę 15 lat więzienia. Wyszedł na wolność 22 kwietnia 1955 r. W 1992 r. awansowano go na pułkownika rezerwy.